# Bão Lekima (2007)
Bão Lekima, hay Bão số 5 (năm 2007), số hiệu quốc tế: 0714, số hiệu JTWC: 16W, tên địa phương (PAGASA): Hanna, là một cơn bão hình thành vào cuối ngày 30 tháng 9 năm 2007.

## Lịch sử khí tượng
Một vùng áp thấp ở phía đông gần đảo Luzon dần dần phát triển thành áp thấp nhiệt đới. PAGASA đặt tên cho nó là áp thấp nhiệt đới Hanna vào ngày 27 tháng 9 năm 2007 và nâng nó lên thành một cơn bão nhiệt đới vào ngày hôm sau. Nó đã đổ bộ vào trung tâm của đảo Luzon sáng ngày 29 tháng 9, và ngay sau đó JMA đã ra cảnh báo hệ thống Bão Nhiệt đới Lekima. Nó tiếp tục mạnh lên và đã được nâng cấp thành một Bão Nhiệt đới dữ dội (Severe Tropical Storm) vào ngày 30 tháng 9 (JMA đã nâng cấp nó lên thành) còn JTWC nâng nó lên là bão cấp 1 (Typhoon Lekima) mà giữ cấp này cho đến khi nó đổ bộ vào đất liền. Nó đã tiêu tan trên đất liền vào ngày 4 tháng 10.
Bão nhiệt đới Lekima mang mưa lớn cho Luzon và gây sạt lở đất giết làm 8 người chết, bao gồm 3 trẻ em, ở tỉnh Ifugao, và một người nữa chết ở Thành phố Quezon. Mưa to cũng gây ra nhiều vụ lở đất, lũ lụt, gây hư hại đến cơ sở hạ tầng và gây gián đoạn giao thông nhiều nơi ở Philippines. Hơn 100.000 người đã được di tản ở miền nam Trung Quốc khi bão đến và hơn 20.000 tàu đánh cá đã được gọi vào bờ.
Ngày 3 tháng 10, Lekima đã đổ bộ vào địa phận giáp ranh hai tỉnh Quảng Bình và Hà Tĩnh của Việt Nam dưới dạng cơn bão nghiêm trọng. Hàng trăm ngôi nhà bị phá hủy. Mưa to ở các vùng trung du miền núi Tây Bắc và Bắc Trung Bộ đã gây ra lũ quét và sạt lở đất khiến ít nhất 37 người thiệt mạng cùng 24 người mất tích.

## Ảnh hưởng của bão Lekima tại Việt Nam

### Ảnh hưởng trực tiếp của bão
Theo báo cáo nhanh của Ban chỉ đạo phòng chống lụt bão Trung ương sau khi có ý kiến chỉ đạo của Phó Thủ tướng Thường trực Nguyễn Sinh Hùng, các địa phương đã có phương án chuẩn bị sơ tán dân khỏi những khu vực nguy hiểm.
Trong đó 4 "vùng nguy hiểm" là Quảng Bình, Hà Tĩnh, Nghệ An và Thanh Hóa đã có kế hoạch sơ tán tổng số 293.660 người với nhiều kịch bản chống bão khác nhau.
Theo đó, tại Quảng Bình tổng số hộ dự kiến sơ tán 2.027 hộ/10.593 người trong đó huyện Quảng Trạch là 670 hộ/3.100 người, diện di dời khẩn cấp là 515 hộ/1.841 người. Huyện Bố Trạch 637 hộ/3.185 người, diện di dời khẩn cấp là 607 hộ/2.248 người. Huyện Quảng Ninh 266 hộ/2.014 người. Huyện Lệ Thủy 400 hộ/2.000 người. Huyện Tuyên Hóa 54 hộ/294 người thuộc diện di dời khẩn cấp.
Tại vùng có nguy cơ bão đổ bộ cao nhất là Nghệ An, phương án di dời dân được lên rất kỹ lưỡng. Theo đó, nếu bão cấp 10 vào bờ huyện Quỳnh Lưu sẽ phải di dời 18.000 dân và 26.000 dân nếu là bão cấp 11. Tương tự số dân phải di dời ở các huyện tùy theo mức độ bão cấp 10 và 11 là: Nghi Lộc 3.374 người và 26.470 người; Diễn Châu 29.378 người và 99.314 người; Cửa Lò 5.000 người và 10.000 người.

### Ảnh hưởng từ đợt lũ quét
Do mưa to nhiều ngày liền cùng với địa hình đồi núi đã hình thành đợt lũ quét lớn và được cho là đợt lũ lịch sử tại các tỉnh miền Trung trong vài chục năm gần đây. Theo Ban chỉ đạo phòng chống lụt bão Trung ương, mưa lũ đã làm 37 người chết, 24 người mất tích và hơn 100.000 ha lúa, hoa màu hư hại. Tỉnh Nghệ An thiệt hại nặng nhất với 16 người chết và 15 người mất tích; tỉnh Sơn La 7 người chết, 3 người mất tích; tỉnh Hoà Bình 8 người chết, 4 người mất tích; tỉnh Thanh Hoá 2 người chết; tỉnh Yên Bái 1 người chết, 1 người mất tích; các tỉnh Ninh Bình, Hà Tĩnh, Quảng Bình mỗi tỉnh 1 người chết; Thừa Thiên-Huế 1 bộ đội biên phòng bị lũ cuốn mất tích.
Trận lũ lịch sử lớn nhất trong vòng vài chục năm qua cũng đã làm 6.000 nhà bị đổ, sập, gần 50.000 nhà bị ngập, hư hỏng, hơn 200 trụ sở, công trình công cộng bị hư hại, gần 25.000 ha lúa và khoảng 100.000 ha hoa màu bị hư hại, gần 600.000 m³ đất bị sạt lở.